# Please (You Got That ...)
Please (You Got That ...) is een nummer van de Australische rockband INXS uit 1993. Het is de tweede single van hun negende studioalbum Full Moon, Dirty Hearts.
"Please (You Got That ...)" bevat gastvocalen van Ray Charles, maar hij staat echter niet vermeld op de credits. Het nummer leverde INXS één van hun vele hits op in hun thuisland Australië, waar het de 37e positie bereikte. In Nederland was de plaat met een 17e positie in de Tipparade iets minder succesvol.